# Ruta Estatal de Alabama 39
La Ruta Estatal de Alabama 39, y abreviada SR 39 (en inglés: Alabama State Route 39) es una carretera estatal estadounidense ubicada en el estado de Alabama. La carretera inicia en el Sur desde la US 11     cerca de Livingston en sentido Norte hasta finalizar en la AL 14     en Clinton, AL. La carretera tiene una longitud de 37,10 km (23.05 mi).

## Mantenimiento
Al igual que las autopistas interestatales, y las rutas federales y el resto de carreteras estatales, la Ruta Estatal de Alabama 39 es administrada y mantenida por el Departamento de Transporte de Alabama por sus siglas en inglés ALDOT.

## Cruces
La Ruta Estatal de Alabama 39 es atravesada principalmente por la
 AL 116     en Gainesville, AL